# Microcos sinuata
Microcos sinuata är en malvaväxtart som först beskrevs av Nathaniel Wallich och Maxwell Tylden Masters, och fick sitt nu gällande namn av Karl Ewald Maximilian Burret. Microcos sinuata ingår i släktet Microcos och familjen malvaväxter. Inga underarter finns listade i Catalogue of Life.